# Brazine
Die Brazine [bɾaˈzini] war bis 2007 die größte deutsch-brasilianische Zeitschrift im deutschsprachigen Raum. Das Magazin erschien in brasilianischem Portugiesisch und Deutsch. 2002 erschien sie zum ersten Mal, damals noch als regionales Magazin für Berlin konzipiert. Die erste Brazine-Titelseite zierte ein Bild eines Vertreters der indigenen Bevölkerung Brasiliens aus dem Amazonas.
Die Zeitschrift finanzierte sich mit Fördermitteln und Spenden und durch Werbeanzeigen und wurde an Orten, in denen Brasilianer und Brasilianisten verkehren, kostenlos verteilt. Das Magazin hatte daher schnell einen großen Kreis von Stammlesern. Neben der Topicos galt die Brazine als eines der wichtigsten deutsch-brasilianischen Magazine.
Die Brazine wurde u. a. durch Bianca Donatangelo, Arne Hillenhagen, David Taterka Prado und Georg Siebenbrodt gegründet und bis 2007 geleitet und zählte 2007 bis zu 400 ehrenamtliche Mitarbeiter.

## Geschichte
Nach den ersten vier Ausgaben im Jahr 2002 wurde ein gemeinnütziger Verein gegründet und in das Vereinsregister eingetragen, um das Medienprojekt zu tragen.
Seither bemühte sich der Verein um die Förderung des demokratischen Denkens, des Völkerverständigungsgedankens, die Kommunikation zwischen verschiedenen Kulturen und Gesellschaften sowie die Hilfe zur Integration der lateinamerikanischen Menschen in Europa. Der Schwerpunkt der Arbeit war Brasilien und Deutschland. Auch die brasilianische Kultur in Deutschland wurde vorgestellt.
Der Vereinszweck wurde durch Medien und Veranstaltungen verwirklicht. Der Verein war auch im Internet vertreten. Er versuchte am Puls der Zeit Informationen an Interessenten über vielfältige Medien weiterzuleiten. Dadurch unterstützte er im Rahmen seiner Möglichkeiten das multikulturelle und kommunikative Miteinander. Sein Augenmerk lag auf der Bekanntmachung der sozialen Lage der Menschen.
Der Verein verteilte kostenlos Druckschriften, Flyer, Kulturkalender und andere Publikationen an Kultureinrichtungen, Cafés, Bibliotheken, Institute etc. Seine Arbeit richtet sich an ein brasilianisches, lateinamerikanisches, deutsches und internationales Publikum. Bei der Zusammenarbeit mit Institutionen, Vereinen, Organisationen, kommunalen und Landeseinrichtungen sowie Einzelpersonen war der Verein stets unabhängig und überparteilich.
Die Tätigkeiten des Vereins wurden von der brasilianischen Regierung als erster brasilianischer Ponto de Cultura (Kulturpunkt) anerkannt. Außerdem zählte Brazine zu den Pionieren einer weltweiten Vernetzung brasilianischer Medien im Ausland.
Im August 2007 meldete der Verein „aufgrund des enormen zeitintensiven ehrenamtlichen Aufwands in der Koordination und Erstellung“ des Magazins eine Pause, aus der er nicht mehr zurückkehrte.

## Zielgruppe
Die Zielgruppe des Magazins Brazine waren in Deutschland lebende Brasilianer und Brasilianisten.